# تیراندازی ۲۰۱۱ فرودگاه فرانکفورت
تیراندازی در فرودگاه فرانکفورت در ۲ مارس ۲۰۱۱ در فرودگاه بین‌المللی فرانکفورت در آلمان رخ داد. تیرانداز، آرید اوکا، دستگیر شد و به جرم کشتن و هواپیماربایی دو هواپیمای ایالات متحده و زخمی شدن شدید دو نفر دیگر متهم شد. همچنین وی به جرم قتل و اقدام به قتل محکوم شد و در ۱۰ فوریه ۲۰۱۲ به حبس ابد محکوم شد.
به گفته قاضی دادگاه در Oberlandesgericht فرانکفورت، این اولین حمله تروریستی در آلمان است که عامل آن انگیزه ای اسلام گرایانه داشته‌است.

## تیراندازی
طبق گفته محققان آلمانی، اوکا یک اتوبوس نیروی هوایی ایالات متحده را که در بیرون ساختمان ترمینال پارک شده بود هدف قرار داد و اتوبوس قرار بود پانزده نیروی هوایی آمریکایی را به پایگاه هوایی رامشتاین منتقل کند. گفته می‌شود که او به نزد یک هواپیمابان در حال انتظار رسید، از او سیگار خواست و می‌خواست بداند که آیا هواپیماهای مسافربری به افغانستان منتقل می‌شوند یا خیر. وقتی هواپیمابان بله گفت، طبق گفته دادستان آلمان، اوکا منتظر شد تا هواپیما دور شود و سپس به پشت سر او شلیک کرد و او را کشت. وی فریاد " الله اکبر !" زد. سپس مهاجم وارد اتوبوس شد، به راننده شلیک کرد و او را کشت. در ادامه سه گلوله به سمت دو هوانورد دیگر شلیک کرد و آنان را زخمی کرد. وقتی تپانچه خود را به سمت سر یک هواپیمابان دیگر گرفت و ماشه را کشید، سلاح گیر کرد. اوکا فرار کرد، اما توسط کارمند غیرنظامی فرودگاه به اسم «لامار جوزف کانر» و گروهبان کارکنان «ترور دونالد برور» تحت تعقیب قرار گرفت و اندکی پس از آن توسط دو افسر پلیس آلمان تحت فشار قرار گرفت. در نهایت دستگیر شد.
دو قربانی کشته شده در این تیراندازی هواپیمابر ارشد «نیکلاس آلدن»، ۲۵ ساله، از کارولینای جنوبی و هواپیمابان درجه یک «زاخاری کوددبک»، ۲۱ ساله، از ویرجینیا بودند. گروهبان ستاد. «کریستوففر اشنایدر» در قسمت راست مغز مورد اصابت گلوله قرار گرفت و بینایی خود را از یک چشم از دست داد. سمت راست صورت او باید با تیتانیوم دوباره ساخته شود. او دچار سردرد و تشنج شد. بخشی از جمجمه وی نیز باید پس از عفونت برداشته شود. اشنایدر در سال ۲۰۱۲ بازنشسته شد. «ادگار وگوئلا» از ناحیه فک و بازو مورد اصابت قرار گرفت و دچار آسیب عصبی شد.
کانر و برور بعداً در ۱۶ ژانویه ۲۰۱۲ در مراسمی نشان افتخار شایستگی جمهوری فدرال آلمان را دریافت کردند. وزیر کشور فدرال آلمان هانس-پتر فریدریش با اشاره به «شجاعت و عملکرد مثال زدنی آنها که به پلیس فدرال کمک کرد مظنون را دستگیر کند» این نشان را ارائه داد

## مجرم
آرید اوکا، عامل جنایت ۲۱ ساله، یک قومیت آلبانیایی متولد کوزوو بود که از یک سالگی در آلمان زندگی می‌کرد. خانواده اش چهار دهه در آنجا زندگی کردند. پدربزرگ او یک امام آلبانیایی کوزوو بود، در حالی که والدین و دو برادرش زندگی سکولار داشتند. او در اداره پست فرودگاه کار می‌کرد.
در ماه‌های قبل از حمله، اوکا دچار بحران اواخر نوجوانی شد. اوکا قبل از دیپلم ورود به دانشگاه، مدرسه را ترک کرد، اما به خانواده اش چیزی نگفت. در عوض، او به آنها گفت که دیپلم را با موفقیت به پایان رسانده‌است. اعضای خانواده، دوستان سابق و یکی از کارفرمایان وی را درونگرا، مؤدب و پرخاشگر توصیف کردند. ماه‌ها قبل از تیراندازی، اوکا رابطه خود را با همه دوستانش قطع کرد و عقب‌نشینی کرد. در این مدت، وی به‌طور گسترده در حال گشت و گذار در وب سایت‌هایی با محتوای جهادی سلفی بود. او لباس پوشیدن سلفی را شروع کرد و در کنار آن تحصیل عربی را آغاز نمود.
اوکا تصمیم گرفت که به جنگ‌های عراق یا افغانستان بپیوندد، اما از آنجایی که موفق به برقراری ارتباط درست نشد، موفق به این کار نشد. از طریق اینترنت ، اوکا موفق شد با «شیک عبدلطیف» از گروه موسوم به دعوت، که در دو مسجد در فرانکفورت تبلیغ می‌کرد، ارتباط برقرار کند. مسجد سلفی به عنوان نقطه ملاقات اسلام گرایان تندرو قلمداد می‌شود. چندین اسلام‌گرای معروف در آنجا دیده شده‌اند. به عنوان مثال گرگ تنها سلفی در اروپا، ارتباطات اوکا با افراط گرایان به‌صورت آنلاین بود، وی هرگز ارتباط مستقیم شخصی نداشت و هرگز درگیر ارتباطات فیزیکی نبود.
به گفته مقامات آلمانی، اوکا هنگام بازجویی پس از تیراندازی، به قتل‌ها اعتراف کرد.
وکیل وی گفت که انگیزه تیراندازی ویدیویی در یوتیوب بود که نشان می‌داد سربازان آمریکایی به زنان مسلمان عراقی تجاوز می‌کنند. اوکا متقاعد شده بود که این ویدئو اصل است، اما در واقع این یک کلیپ از فیلم اصلاح شده بود، این فیلم آمریکایی بر اساس کشتار محمودیه ساخته شده بود. اوکا در اینترنت در چندین انجمن اسلام گرایان پست نوشت و بعداً ادعا کرد که از طریق مطالب و مباحثات موجود در این تالارها، به این باور رسیده که مسلمانان در یک جنگ جهانی دیگر با ایالات متحده هستند. اوکا تحت تأثیر ناشناخته جهادی نیز قرار گرفت، از جمله، ابو ملایق، خواننده ای که بعداً به دولت اسلامی پیوست.

### محاکمه و حکم
در طول دادگاه اوکا، وکیل مدافع وی، او را یک جنایتکار خشن غیرمعمول توصیف کرد که نه انگیزه مذهبی دارد و نه یک تروریست اسلامگرا، در حالی که دادستان کل آلمان از اوکا به عنوان یک مجرم تنفرآمیز نام برد، که برای مجازات حبس ابد بعلاوه یک یافتن «وزن استثنایی گناه».
در ۱۰ فوریه ۲۰۱۲، دادگاه عالی ایالتی هسیان (Oberlandesgericht Frankfurt am Main) اوکا را به اتهام دو «قتل» و سه اتهام «اقدام به قتل» با تعیین «سنگین بودن گناه» به حبس ابد محکوم کرد، این بدان معناست که وی پس از پانزده سال زندان، عفو مشروط نخواهد شد. بر اساس قوانین آلمان، از آنجا که وی به بیش از سه سال حبس محکوم شده و تابعیت آلمان را ندارد، پس از گذراندن دوره محکومیت به کوزوو تبعید خواهد شد. (که بخاطر حبس ابد بدون عفو مشروط، هرگز اتفاق نخواهد افتاد مگر اینکه جسدش منتقل شود).